# Psalydolytta castaneipennis
Psalydolytta castaneipennis es una especie de coleóptero de la familia Meloidae.

## Distribución geográfica
Habita en Guinea y República Democrática del Congo.